# Melanoides tuberculata
Melanoides tuberculata е вид коремоного от семейство Thiaridae.

## Разпространение
Видът е разпространен в Алжир, Бангладеш, Бахрейн, Бурунди, Виетнам, Демократична република Конго, Египет, Еритрея, Етиопия, Зимбабве, Йемен (Северен Йемен, Сокотра и Южен Йемен), Индия, Катар, Кения, Китай, Кувейт, Лаос, Либия, Малави, Малайзия, Мароко, Мозамбик, Намибия, Непал, Нигер, Обединени арабски емирства, Оман, Саудитска Арабия, Свазиленд, Судан, Тайланд, Танзания, Тунис, Шри Ланка, Южна Африка и Япония. Внесен е в Австралия, Боливия, Бразилия, Венецуела, Гвиана, Доминика, Испания, Куба, Нова Зеландия, САЩ, Словакия, Суринам, Тринидад и Тобаго, Уругвай и Френска Гвиана.